# Tømmerby (Bramming Sogn)
 For alternative betydninger, se Tømmerby. (Se også artikler, som begynder med Tømmerby)
Tømmerby er en lille by ca 3 km vest for stationsbyen Bramming.

## Historie
Tømmerby har rødder tilbage til romersk jernalder, idet der er gjort flere arkæologiske fund af fibler. Det ældste område ligger ca. 500 m øst for det nuværende Tømmerby. I vikingetiden har der været utallige grubehuse vest for Tømmerbyvej hvilket fund også bevidner, bl.a. tysk Otto mønt fra ca år 1000 og fibler i urnesstil.
Tømmerby har hovedsagligt ernæret sig med landbrug og fiskeri.
|  | Denne artikel om lokaliteten Tømmerby (Bramming Sogn) kan blive bedre, hvis der indsættes et (bedre) billede. Du kan hjælpe ved at afsøge Wikimedia Commons for et passende billede eller lægge et op på Wikimedia Commons med en af de tilladte licenser og indsætte det i artiklen. |

55°28′11.05″N 8°38′53.95″Ø / 55.4697361°N 8.6483194°Ø